# Idol 2008
Idol 2008 var namnet på TV-programmet Idols femte säsong i Sverige. Premiären sändes den 3 september 2008 och programmet avslutades den 12 december samma år med en final i Globen där Kevin Borg slutligen stod som segrare. Programledare var, precis som under Idol 2007-finalerna, Peter Jihde. "Idol: Eftersnack" leddes detta år av Katrin Zytomierska och Peter Jihde på TV400, direkt efter utröstningen varje vecka.
Denna säsong byttes den tidigare juryn ut mot Anders Bagge, Laila Bagge och Andreas Carlsson.
Den så kallade auditionturnén där man sökte efter nya Idol-deltagare var (i ordning) i Luleå, Lund, Göteborg, Karlstad och i Stockholm. Precis som 2007, så hölls också en Sista chansen-omgång, för de som inte lyckats/kunnat söka till audition. Två stora skillnader jämfört med tidigare år var att slutaudition inte hölls på Oscarsteatern denna gång, utan i Globen och att de 16 utvalda fick resa till Spanien på workshop inför kvalprogrammen. 
Alice Svensson och Kevin Borg gick till final efter utslagningen den 5 december. Både Kevin och Alice framförde under finalen i Globen den 12 december två låtar vardera samt vinnarlåten With Every Bit of Me, som är skriven av jurymedlemmen Andreas Carlsson och låtskrivaren Jörgen Elofsson. Vinnaren blev till slut Kevin Borg.
Charlotte Perrelli, Carola Häggkvist och låtskrivaren Desmond Child var under varsitt program under hösten gästdomare.

## Övrigt

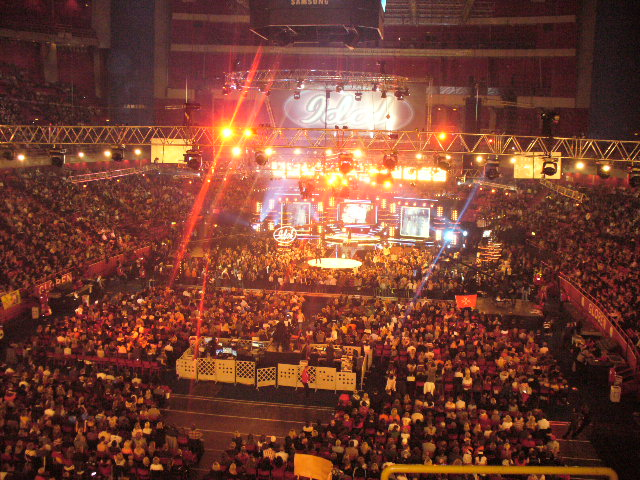
Vy över Globen vid finalen.

- Det var en väldigt stor hysteri kring deltagaren Johan Palm. Flickor var som galna i honom vissa både skrek och svimmade under hans uppträdanden. Laila Bagge menade att det inte har varit en sådan hysteri sedan popgruppen The Beatles var populära under 1960-talet [4].
- Över 13 000 människor satt i Globen på finalkvällen den 12 december.

## Kritik
Under veckofinalernas eftersnacksprogram "Idol: Eftersnack", fick programledaren Katrin Zytomierska hård kritik för sina hårda uttalanden. Bland annat kallade hon deltagaren Jesper Blomberg, som åkte ut i första veckofinalen, för att vara lite bögig. Därefter uttalade sig Zytomierska negativt om deltagaren Loulou Lamottes barfotaframträdande, och kallat det för "äckligt". Hon ska också ha uttalat sig om Marcus Birro och kallat honom för judehatare, något hon sedan förnekade i radioshowen Vakna med The Voice. Det hela ledde till att TV4 satt i krismöte, varpå Zytomierska fick sparken och därefter återanställdes igen. Till 2009 fick hon åter vara programledare för "Idol: Eftersnack".   

## Jury
- Anders Bagge
- Laila Bagge
- Andreas Carlsson

## Top 16 till kvalet
- Anna Bergendahl
- Alice Svensson
- Elias Ringquist
- Jenny Karevik
- Jesper Blomberg
- Johan Palm
- Kevin Borg
- Lars Eriksson
- Linda Pritchard
- Loulou Lamotte
- Rasmus Ingdahl
- Robin Bengtsson
- Robin Ericsson
- Sepideh Vaziri
- Yazmina Simic
- Victoria Dogan

## Kvalveckan
16 deltagare återstod efter slutauditionen i Stockholm, som blev indelade i två kill- respektive tjejgrupper, där en i varje kvalprogram röstades ut under kvällen. Utslagna deltagare i fetstil.

### Kvalprogram 1
Sändes måndagen den 29 september.
1. Victoria Dogan, 20 år, Norrköping - Secret Love
2. Loulou Lamotte, 27 år, Burträsk - I wanna Dance With Somebody (Who Loves Me)
3. Alice Svensson, 17 år, Hedesunda - Beautiful Disaster
4. Jenny Karevik, 24 år, Stockholm - Licence To Kill
5. Sepideh Vaziri, 24 år, Stockholm - I Will Survive
6. Yazmina Simic, 16 år, Växjö - What A Wonderful World
7. Anna Bergendahl, 16 år, Nyköping - Time After Time
8. Linda Pritchard, 25 år, Ekerö - All The Man That I Need

### Kvalprogram 2
Sändes tisdagen den 30 september.
1. Jesper Blomberg, 20 år, Floda - Everything
2. Elias Ringquist, 26 år, Stockholm - No Diggity
3. Kevin Borg, 22 år, Arvidsjaur - How Am I Supposed To Live Without You
4. Rasmus Ingdahl, 20 år, Spånga - Someone Should Tell You
5. Robin Bengtsson, 18 år, Svenljunga - Bridge Over Troubled Water
6. Johan Palm, 16 år, Mjölby - When You Were Young
7. Lars Eriksson, 28 år, Lund - Everybody Hurts
8. Robin Ericsson, 21 år, Stockholm - Maybe Tomorrow

### Kvalprogram 3
Sändes onsdagen den 1 oktober.
1. Linda Pritchard, 25 år, Ekerö - Stop
2. Anna Bergendahl, 16 år, Nyköping - Love You I Do
3. Yazmina Simic, 16 år, Växjö - Heaven
4. Jenny Karevik, 24 år, Stockholm - Be The Man
5. Alice Svensson, 17 år, Hedesunda - Fighter
6. Sepideh Vaziri, 24 år, Stockholm - One Night Only
7. Loulou Lamotte, 27 år, Burträsk - Until You Come Back To Me

### Kvalprogram 4
Sändes torsdagen den 2 oktober.
1. Elias Ringquist, 26 år, Stockholm - Ordinary People
2. Robin Bengtsson, 18 år, Svenljunga - Chariot
3. Lars Ericsson, 28 år, Lund - Politik
4. Jesper Blomberg, 20 år, Floda - Hallelujah, I Just Love Her So
5. Robin Eriksson, 21 år, Stockholm - I Surrender
6. Kevin Borg, 22 år, Arvidsjaur - Footloose
7. Johan Palm, 16 år, Mjölby - You Don't Know What Love Is

### Kvalfinalen
Sändes fredagen den 3 oktober.
| 1. Johan Palm, 16 år, Mjölby - When You Were Young 2. Jenny Karevik, 24 år, Stockholm - License To Kill 3. Jesper Blomberg, 20 år, Floda - Everything 4. Alice Svensson, 17 år, Hedesunda - Beautiful Disaster 5. Robin Bengtsson, 18 år, Svenljunga - Chariot 6. Anna Bergendahl, 16 år, Nyköping - Love You I Do 7. Robin Ericsson, 21 år, Stockholm - I Surrender 8. Loulou Lamotte, 27 år, Burträsk - Until You Come Back To Me 9. Kevin Borg, 22 år, Arvidsjaur - How Am I Supposed To Live Without You 10. Sepideh Vaziri, 24 år, Stockholm - I Will Survive 11. Lars Eriksson, 28 år, Lund - Politik 12. Yazmina Simic, 16 år, Växjö - Heaven |

## Veckofinalerna

### Veckofinal 1 - Idol fyller 5 år
Den första veckofinalen sändes den 10 oktober.
1. Kevin Borg - Natalie (Ola)
2. Loulou Lamotte - Hurt (Christina Aguilera)
3. Robin Bengtsson - Mercy (Duffy)
4. Yazmina Simic - Don't Stop the Music (Rihanna)
5. Lars Eriksson - You're Beautiful (James Blunt)
6. Alice Svensson - These Words (Natasha Bedingfield)
7. Jesper Blomberg - So Sick (Ne-Yo)
8. Sepideh Vaziri - I Kissed A Girl (Katy Perry)
9. Johan Palm - Viva La Vida (Coldplay)
10. Anna Bergendahl - Release Me (Oh Laura)
11. Robin Ericsson - It's My Life (No Doubt)

#### Utröstningen
Listar veckovis de 3 deltagare som erhöll minst antal tittarröster. 
| Datum      | Lägst antal tittarröster | Lägst antal tittarröster | Lägst antal tittarröster |
| 10 oktober | Jesper Blomberg          | Yazmina Simic            | Sepideh Vaziri           |

### Veckofinal 2 - 90-tal
Den andra veckofinalen sändes den 17 oktober. Första veckofinalen där alla sjöng en låt tillsammans i inledningen;
Larger than life (Backstreet Boys).
1. Robin Ericsson - Angels (Robbie Williams)
2. Yazmina Simic - Born To Make You Happy (Britney Spears)
3. Anna Bergendahl - Nothing Compares 2 U (Sinead O'Connor)
4. Robin Bengtsson - Torn (Natalie Imbruglia)
5. Johan Palm - Beautiful Ones (Suede)
6. Lars Eriksson - One (U2)
7. Sepideh Vaziri - (Everything I Do) I Do It For You (Bryan Adams)
8. Loulou Lamotte - Stars (Simply Red)
9. Kevin Borg - All I Wanna Do Is Make Love To You (Heart)
10. Alice Svensson - Ironic (Alanis Morrisette)

#### Utröstningen
Listar veckovis de 2 deltagare som erhöll minst antal tittarröster. 
| Datum      | Lägst antal tittarröster | Lägst antal tittarröster | Lägst antal tittarröster |
| 17 oktober | Yazmina Simic            | Robin Bengtsson          |                          |

### Veckofinal 3 -Abba
Den tredje veckofinalen sändes den 24 oktober. Idolerna sjöng Thank you for the music tillsammans som avslutning.
1. Loulou Lamotte - SOS (Abba)
2. Lars Eriksson - Money, Money, Money (Abba)
3. Alice Svensson - Lay All Your Love On Me (Abba)
4. Robin Ericsson - Waterloo (Abba)
5. Anna Bergendahl - Mamma Mia (Abba)
6. Kevin Borg - Gimme! Gimme! Gimme! (A Man After Midnight) (Abba)
7. Robin Bengtsson - Does Your Mother Know (Abba)
8. Johan Palm - The Winner Takes It All (Abba)
9. Sepideh Vaziri - Dancing Queen (Abba)

#### Utröstningen
Listar veckovis de 3 deltagare som erhöll minst antal tittarröster. 
| Datum      | Lägst antal tittarröster | Lägst antal tittarröster | Lägst antal tittarröster |
| 24 oktober | Loulou Lamotte           | Sepideh Vaziri           | Anna Bergendahl          |

### Veckofinal 4 - Schlager
Den fjärde veckofinalen sändes den 31 oktober. Charlotte Perrelli var gästdomare.
1. Robin Bengtsson - När vindarna viskar mitt namn (Roger Pontare)
2. Sepideh Vaziri - Främling (Carola Häggkvist)
3. Kevin Borg - Lyssna till ditt hjärta (Friends)
4. Alice Svensson - Min kärlek (Shirley Clamp)
5. Johan Palm - Johnny the Rocker (Magnus Uggla)
6. Robin Ericsson - Michelangelo (Björn Skifs)
7. Anna Bergendahl - Stad i ljus (Tommy Körberg)
8. Lars Eriksson - Det börjar verka kärlek banne mig (Claes-Göran Hederström)

#### Utröstningen
Listar veckovis de 3 deltagare som erhöll minst antal tittarröster. 
| Datum      | Lägst antal tittarröster | Lägst antal tittarröster | Lägst antal tittarröster |
| 31 oktober | Sepideh Vaziri           | Robin Bengtsson          | Alice Svensson           |

### Veckofinal 5 - Rock
Den femte veckofinalen sändes den 7 november. Desmond Child var gästdomare.
1. Johan Palm - Poison (Alice Cooper)
2. Lars Eriksson - Smells Like Teen Spirit (Nirvana)
3. Anna Bergendahl - Save Up All Your Tears (Cher)
4. Robin Ericsson - You Give Love a Bad Name (Bon Jovi)
5. Robin Bengtsson - Dude Looks Like a Lady (Aerosmith)
6. Alice Svensson - Heaven's on Fire (Kiss)
7. Kevin Borg - Livin' on a Prayer (Bon Jovi)

#### Utröstningen
Listar veckovis de 3 deltagare som erhöll minst antal tittarröster. 
| Datum      | Lägst antal tittarröster | Lägst antal tittarröster | Lägst antal tittarröster |
| 7 november | Lars Eriksson            | Robin Ericsson           | Johan Palm               |

### Veckofinal 6 - Soul & Duetter
Den sjätte veckofinalen sändes den 14 november.
Soul:
1. Kevin Borg - Signed, Sealed, Delivered (Stevie Wonder)
2. Robin Ericsson - Reach Out I'll Be There (The Four Tops)
3. Robin Bengtsson - (Sittin' On) The Dock of the Bay (Otis Redding)
4. Johan Palm - You Can't Hurry Love (The Supremes)
5. Alice Svensson - I Say a Little Prayer (Dionne Warwick)
6. Anna Bergendahl - Bleeding Love (Leona Lewis)

Duetter:
1. Johan Palm & Robin Ericsson - We Built This City (Starship)
2. Kevin Borg  & Anna Bergendahl - (I've Had) The Time of My Life (Bill Medley & Jennifer Warnes)
3. Robin Bengtsson & Alice Svensson  - You're the One That I Want (John Travolta & Olivia Newton-John)

#### Utröstningen
Listar veckovis de 3 deltagare som erhöll minst antal tittarröster. 
| Datum       | Lägst antal tittarröster | Lägst antal tittarröster | Lägst antal tittarröster |
| 14 november | Robin Ericsson           | Robin Bengtsson          | Johan Palm               |

### Veckofinal 7 - Kärlek
Den sjunde veckofinalen sändes den 21 november.
Låt 1:
1. Robin Bengtsson - Fields Of Gold (Sting)
2. Kevin Borg - If Tomorrow Never Comes (Ronan Keating)
3. Anna Bergendahl - Simply the Best (Tina Turner)
4. Johan Palm - I'll Stand by You (The Pretenders)
5. Alice Svensson - Because Of You (Kelly Clarksson)

Låt 2:
1. Robin Bengtsson - Let Me Entertain You (Robbie Williams)
2. Kevin Borg - In the Shadows (The Rasmus)
3. Anna Bergendahl - Over the Rainbow (Eva Cassidy)
4. Johan Palm - Friday I'm In Love (The Cure)
5. Alice Svensson - Crazy in Love (Beyoncé)

#### Utröstningen
Listar veckovis de 3 deltagare som erhöll minst antal tittarröster. 
| Datum       | Lägst antal tittarröster | Lägst antal tittarröster | Lägst antal tittarröster |
| 21 november | Anna Bergendahl          | Johan Palm               | Robin Bengtsson          |

### Veckofinal 8 - Gospel
Den åttonde veckofinalen sändes den 28 november. Carola Häggkvist var gästjury.
Låt 1:
1. Johan Palm - Long Train Running (Doobie Brothers)
2. Alice Svensson - Shackles (Mary Mary)
3. Kevin Borg - Higher and Higher (Jackie Wilson)
4. Robin Bengtsson - Joyful, Joyful (Lauryn Hill)

Låt 2:
1. Johan Palm - Free Falling (Tom Petty)
2. Alice Svensson - Independent Woman (Destiny's Child)
3. Kevin Borg - The Way You Make Me Feel (Michael Jackson)
4. Robin Bengtsson - My Love Is Your Love (Whitney Houston)

#### Utröstningen
Listar veckovis de 2 deltagare som erhöll minst antal tittarröster.
| Datum       | Lägst antal tittarröster | Lägst antal tittarröster | Lägst antal tittarröster |
| 28 november | Johan Palm               | Alice Svensson           |                          |

### Veckofinal 9 - Juryns val
Den nionde veckofinalen sändes den 5 december. Juryn valde denna gång låtarna till de tre kvarvarande artisterna. Som pausunderhållning var X Factor-vinnaren Leona Lewis gäst och uppträdde med sin låt Forgive Me
Låt 1:
1. Alice Svensson - Keep This Fire Burning (Robyn)
2. Robin Bengtsson - It's My Life (Bon Jovi)
3. Kevin Borg - Living La Vida Loca (Ricky Martin)

Låt 2:
1. Alice Svensson - Girlfriend (Avril Lavigne)
2. Robin Bengtsson - Black or White (Michael Jackson)
3. Kevin Borg - Hot In Here (Nelly)

#### Utröstningen
Listar veckovis den deltagare som erhöll minst antal tittarröster.
| Datum      | Lägst antal tittarröster | Lägst antal tittarröster | Lägst antal tittarröster |
| 5 december | Robin Bengtsson          |                          |                          |

### Finalen
Finalen sändes den 12 december. Under finalens början uppträdde Daniel Lindström och Darin Zanyar från Idol 2004, Sibel Redzep, Ola Svensson, Sebastian Karlsson och Agnes Carlsson från Idol 2005, Danny Saucedo, Erik Segerstedt och Markus Fagervall från Idol 2006, Daniel Karlsson, Mattias Andréasson och Marie Picasso från Idol 2007. Även Måns Zelmerlöw och Amanda Jenssens låtar spelades upp på TV-skärmarna i Globen. Under finalprogrammet var även den italienska operapopgruppen Il Divo gäst och uppträdde med popgruppen Abba:s hitlåt The Winner Takes It All från 1980, med text på italienska.
Låt 1 (eget val)
1. Kevin Borg - You're the Voice (John Farnham)
2. Alice Svensson - So What (Pink)

Låt 2 (tittarnas val)
1. Kevin Borg - Livin' on a Prayer (Bon Jovi)
2. Alice Svensson - Heaven's on Fire (Kiss)

Låt 3 (vinnarlåten)
1. Kevin Borg - With Every Bit Of Me (Jörgen Elofsson)
2. Alice Svensson - With Every Bit Of Me (Jörgen Elofsson)

| Datum       | Vinnaren   | Vinnaren | Vinnaren |
| 12 december | Kevin Borg |          |          |

## Vinnaren av Idol 2008
Kevin Borg blev utnämnd till vinnaren av Idol 2008. Vinnaren utsågs av tittarna genom telefonomröstning. Idol har sedan starten använt sig av två betalningssätt för att debitera tittarna: Att ringa betalnummer eller genom att skicka ett SMS innehållande förnamnet på den deltagare som man som tittare vill ska vinna.

### Vinnaren och röstningsstatistik
Vinnarbeskedet lämnades i direktsändning. Alice Svensson hamnade alltså på andra plats i 2008 års tävling: Idol 2008-finalen genererade inte flest röster av samtliga säsonger dessförinnan: 1 600 000 röster avgjorde resultatet i Idol 2007.

## Utröstningsschema
Följande tabell är helt eller delvis översatt från Engelska Wikipedia.
| Stadium: | Stadium:        | Kvalveckan | Kvalveckan | Kvalveckan | Kvalveckan | Kvalveckan | Veckofinalerna | Veckofinalerna | Veckofinalerna | Veckofinalerna | Veckofinalerna | Veckofinalerna | Veckofinalerna | Veckofinalerna | Veckofinalerna | Veckofinalerna |
| Datum:   | Datum:          | 29/9       | 30/9       | 1/10       | 2/10       | 3/10       | 10/10          | 17/10          | 24/10          | 31/10          | 7/11           | 14/11          | 21/11          | 28/11          | 5/12           | 12/12          |
| Plats    | Tävlande        | Resultat   | Resultat   | Resultat   | Resultat   | Resultat   | Resultat       | Resultat       | Resultat       | Resultat       | Resultat       | Resultat       | Resultat       | Resultat       | Resultat       | Resultat       |
| 1        | Kevin Borg      |            |            |            |            |            |                |                |                |                |                |                |                |                |                | Vinnare        |
| 2        | Alice Svensson  |            |            |            |            |            |                |                |                | 3:a            |                |                |                | 2:a            |                | Finalist       |
| 3        | Robin Bengtsson |            |            |            |            |            |                | 2:a            |                | 2:a            |                | 2:a            | 3:a            |                | Utröst.        |                |
| 4        | Johan Palm      |            |            |            |            |            |                |                |                |                | 3:a            | 3:a            | 2:a            | Utröst.        |                |                |
| 5        | Anna Bergendahl |            |            |            |            |            |                |                | 3:a            |                |                |                | Utröst.        |                |                |                |
| 6        | Robin Ericsson  |            |            |            | 2:a        |            |                |                |                |                | 2:a            | Utröst.        |                |                |                |                |
| 7        | Lars Eriksson   |            |            |            |            |            |                |                |                |                | Utröst.        |                |                |                |                |                |
| 8        | Sepideh Vaziri  |            |            | 2:a        |            |            | 3:a            |                | 2:a            | Utröst.        |                |                |                |                |                |                |
| 9        | Loulou Lamotte  |            |            |            |            |            |                |                | Utröst.        |                |                |                |                |                |                |                |
| 10       | Yazmina Simic   |            |            |            |            |            | 2:a            | Utröst.        |                |                |                |                |                |                |                |                |
| 11       | Jesper Blomberg |            | 2:a        |            |            |            | Utröst.        |                |                |                |                |                |                |                |                |                |
| 12       | Jenny Karevik   | 2:a        |            |            |            | Utröst.    |                |                |                |                |                |                |                |                |                |                |
| 13       | Elias Ringquist |            |            |            | Utröst.    |            |                |                |                |                |                |                |                |                |                |                |
| 13       | Linda Pritchard |            |            | Utröst.    |            |            |                |                |                |                |                |                |                |                |                |                |
| 16       | Rasmus Ingdahl  |            | Utröst.    |            |            |            |                |                |                |                |                |                |                |                |                |                |
| 16       | Victoria Dogan  | Utröst.    |            |            |            |            |                |                |                |                |                |                |                |                |                |                |

| Kvinnor | Män | Top 11 | Top 20 | Utröstade | Säker/går vidare | Wildcards | Uppträdde ej |